# Подкрай (община Айдовшчина)
Вижте пояснителната страница за други значения на Подкрай.
Подкрай (на словенски: Podkraj) е село в Словения, регион Горишка, община Айдовшчина. Според Националната статистическа служба на Република Словения през 2015 г. селото има 434 жители.